# Cantonul Marolles-les-Braults
Cantonul Marolles-les-Braults este un canton din arondismentul Mamers, departamentul Sarthe, regiunea Pays de la Loire, Franța.

## Comune
| Comune                 | Populație (1999) | Cod poștal | Cod INSEE |
| ---------------------- | ---------------- | ---------- | --------- |
| Avesnes-en-Saosnois    | ...              | 72260      | 72018     |
| Congé-sur-Orne         | ...              | 72290      | 72088     |
| Courgains              | ...              | 72260      | 72104     |
| Dangeul                | ...              | 72260      | 72112     |
| Dissé-sous-Ballon      | ...              | 72260      | 72116     |
| Lucé-sous-Ballon       | ...              | 72290      | 72174     |
| Marolles-les-Braults   | ...              | 72260      | 72189     |
| Meurcé                 | ...              | 72170      | 72194     |
| Mézières-sur-Ponthouin | ...              | 72290      | 72196     |
| Moncé-en-Saosnois      | ...              | 72260      | 72201     |
| Monhoudou              | ...              | 72260      | 72202     |
| Nauvay                 | ...              | 72260      | 72214     |
| Nouans                 | ...              | 72260      | 72222     |
| Peray                  | ...              | 72260      | 72233     |
| René                   | ...              | 72260      | 72251     |
| Saint-Aignan           | ...              | 72110      | 72265     |
| Thoigné                | ...              | 72260      | 72354     |